# Municipio de Pee Pee
El municipio de Pee Pee (en inglés: Pee Pee Township) es un municipio ubicado en el condado de Pike en el estado estadounidense de Ohio. En el año 2010 tenía una población de 7886 habitantes y una densidad poblacional de 94,06 personas por km².

## Geografía
El municipio de Pee Pee se encuentra ubicado en las coordenadas 39°7′10″N 83°0′57″O / 39.11944, -83.01583. Según la Oficina del Censo de los Estados Unidos, el municipio tiene una superficie total de 83.84 km², de la cual 81.57 km² corresponden a tierra firme y (2.71%) 2.27 km² es agua.

## Demografía
Según el censo de 2010, había 7886 personas residiendo en el municipio de Pee Pee. La densidad de población era de 94,06 hab./km². De los 7886 habitantes, el municipio de Pee Pee estaba compuesto por el 96.59% blancos, el 0.89% eran afroamericanos, el 0.48% eran amerindios, el 0.37% eran asiáticos, el 0.01% eran isleños del Pacífico, el 0.25% eran de otras razas y el 1.41% pertenecían a dos o más razas. Del total de la población el 0.84% eran hispanos o latinos de cualquier raza.